# تن (یکای بریتانیایی)
تن (انگلیسی: Ton) نام چندین یکای اندازه‌گیری جرم است. این یکا تاریخچه ای طولانی دارد و معانی و کاربردهای متعددی یافته‌است.
- تن بزرگ، برابر با ۲٬۲۴۰ پوند
- تن کوچک، برابر با ۲٬۰۰۰ پوند
- تن (Tonne) که تن متریک نیز نامیده می‌شود، برابر با ۱٬۰۰۰ کیلوگرم یا ۱ مگاگرم (میلیون گرم)

کاربرد اولیه این یکا برای اندازه‌گیری حجم در ظرفیت کشتی‌های باری و اصطلاحاتی مانند تن باربری (freight ton) و چند یکای دیگر ادامه یافته‌است که نشان‌دهنده حجم و ظرفیتی از ۳۵ تا ۱۰۰ فوت مکعب (۰٫۹۹ تا ۲٫۸۳ متر مکعب) است.